# باب هریس (بسکتبال)
باب هریس (انگلیسی: Bob Harris؛ ۱۶ مارس ۱۹۲۷ – ۱۰ آوریل ۱۹۷۷) بازیکن بسکتبال اهل ایالات متحده آمریکا بود.
از باشگاه‌هایی که در آن بازی کرده‌است می‌توان به دیترویت پیستونز و بوستون سلتیکس اشاره کرد.